# Стрічкоосник шорсткий
Стрічкоосник шорсткий (Taeniatherum caput-medusae) — вид однодольних квіткових рослин з родини злакових (Poaceae).

## Опис
Однорічник. Стебла прямовисні й лежачі, 5–50 см завдовжки, часто колінчасті у вузлах, голі. Листові пластинки плоскі, згорнуті в сухому стані, 1–5 мм ушир, 3–12 см, сизі, волосисті, краї війчасті; листковий язичок 0.3–0.4 мм. Волоть довгаста, двостороння, 3–7 см завдовжки. Родючі колоски з 1 плодючої квіточки, лінійні, дорсально стиснуті, 8–12 мм у довжину, при зрілості розчленовуються під кожною родючою квіточкою. Колоскові луски подібні, паралельні лемам чи загнуті на вершині, шилоподібні, завдовжки 17–27 мм. Плодюча лема ланцетна, 8–12 мм завдовжки, без кіля, 5-жилкова, поверхня дещо шершава, верхівка загострена, 1-остюкова, остюк головної леми 70–120 мм. Палея 1 довжина леми, 2-жилкова. Зернівка лінійна, дорсально стиснута, волохата на верхівці. 2n = 14.

## Поширення
Поширення: Північна Африка (Алжир, Марокко, Туніс), Європа (Угорщина, Україна, Албанія, Болгарія, Греція, Хорватія, Італія (включаючи Сардинію, Сицилію), Північна Македонія, Румунія, Сербія, Іспанія, Франція (пд.), Португалія), Азія (Афганістан, Кіпр, Іран, Ірак, Ізраїль, Йорданія, Ліван, Сирія, Туреччина, Пакистан, Вірменія, Азербайджан, Грузія, Дагестан, Казахстан (пд.-сх.), Киргизстан, Таджикистан, Туркменістан, Узбекистан); інтродукований до США, Австралії, Чилі.
В Україні вид росте на відкритих сухих схилах, пагорбах, бур'янах — у Кримських Передгір'ях і пд. Криму, досить часто; у Степовому Криму, зрідка; як заносне у деяких пунктах Одеської, Миколаївської та Херсонської областей